# Sega All-Stars (série de jeux vidéo)
Pour le label marketing utilisé par Sega, voir Sega All Stars.
Sega All-Stars (à l'origine Sega Superstars) est une série de jeux vidéo en crossover mettant en vedette les personnages fictifs de jeux développés ou édités par Sega. Quatre jeux composent la franchise, Sega Superstars, Sega Superstars Tennis, Sonic and Sega All-Stars Racing, et Sonic and All-Stars Racing Transformed.
Fighters Megamix est le premier jeu à mettre en vedette des personnages issus de plusieurs séries de jeux vidéo Sega, mais il ne fait pas officiellement partie de cette franchise.

## Liste des jeux
- Sega Superstars (PlayStation 2 - 2004)
  - Une compilation de plus d'une douzaine de mini-jeux conçus pour être utilisés avec le périphérique EyeToy. Développé par Sonic Team.
- Sega Superstars Tennis (PlayStation 2, PlayStation 3, Xbox 360, Wii, Mac, Nintendo DS - 2008)
  - Un jeu de Tennis mettant en vedette des personnages et des courts de tennis de divers jeux Sega. Développé par Sumo Digital.
- Sonic and Sega All-Stars Racing (PlayStation 3, Xbox 360, Wii, PC, Mac, Nintendo DS, iOS, Android, BlackBerry, Java ME, Arcade - 2010)
  - Un jeu de course de kart dans lequel les personnages s'affrontent les uns contre les autres à l'aide de techniques et d'armes. Développé par Sumo Digital.
- Sonic and All-Stars Racing Transformed (PlayStation 3, Xbox 360, Wii U, PC, PlayStation Vita, Nintendo 3DS, iOS, Android - 2012)
  - Une suite à Sonic and Sega All-Stars Racing qui alterne conduite sur terre, sur la mer et dans les airs. Développée par Sumo Digital.